# 東京ディズニーランド・エレクトリカルパレード
東京ディズニーランド・エレクトリカルパレード（英語名：TOKYO DISNEYLAND ELECTRICAL PARADE）は、1985年3月9日から1995年6月21日にかけて東京ディズニーランドで開催されていた夜のレギュラーパレード。

## 概要
東京ディズニーランドで初めて行われた夜のパレードであり、米国ディズニーパークで公演している「メインストリート・エレクトリカルパレード」を東京パークに移植したものである。キャッチフレーズは「光の中で夢見に来ませんか」。先頭から最後尾までの長さが900メートル、100万個に及ぶライトで彩られた33台のフロートが使用された。
1995年5月8日から1995年6月21日まで「さよなら東京ディズニーランド・エレクトリカルパレード」としてパレード先頭に「SAYONARA TOKYO DISNEYLAND ELECTRICAL PARADE」の電飾のあるフロートが追加されるなどの変更が加えられた。また、最終日近くでは1日2回公演が実施され、最終日である1995年6月21日には、前述の追加された先頭フロートの前にファイアーエンジンにスポンサーである日本ユニシス関係者が乗車し登場している。
終了後は「ディズニー・ファンティリュージョン!」に代わられた。その後2001年6月1日からはリメイク版として「東京ディズニーランド・エレクトリカルパレード・ドリームライツ」として復活した。

## パレード構成
| セレクション                 | 登場キャラクター                                                                         | 使用曲 |
| ---------------------------- | ---------------------------------------------------------------------------------------- | --- |
| ブルー・フェアリー           | ブルー・フェアリー 光の騎士                                                              | エレクトリック・ファンファーレ - Electric Fanfare バロック・ホウダウン - Baroque Hoedown                                                                        |
| タイトル・トレイン           | ミッキーマウス ミニーマウス グーフィー ケイシージュニア                                  | エレクトリック・ファンファーレ - Electric Fanfare バロック・ホウダウン - Baroque Hoedown                                                                        |
| ふしぎの国のアリス           | アリス                                                                                   | ゴールデン・アフタヌーン - All in the Golden Afternoon お誕生日じゃない日のうた - The Unbirthday Song 不思議の国のアリス - Alice in Wonderland                  |
| スワン                       | 白鳥の親子                                                                               | 白鳥 - The Swan "白鳥の湖"テーマ - Theme from "Swan Lake" |
| シンデレラ                   | シンデレラ ジャック ガス パーラ スージー プリンス・チャーミング フェアリー・ゴッドマザー | シンデレラ - Cinderella |
| ピーター・パン               | ピーター・パン ジェイムズ・フック ミスタ・スミー                                         | リーダーにつづけ - Following the Leader きみもとべるよ! - You Can Fly! You Can Fly! You Can Fly! フック船長はエレガント - The Elegant Captain Hook              |
| ダンボ                       |                                                                                          | ケイシー・ジュニア - Casey Junior 闘技士の入場 - Entry of Gladiators                                                                                            |
| 白雪姫                       | ドック グランピー ハッピー スリーピー バッシュフル スニージー ドーピー                   | ハイ・ホー - Heigh-Ho イッツ・マイン - It’s Mine |
| ピートとドラゴン             | ピート エリオット                                                                        | ブー・バップ・ババップ・バップ - Boo Bop BopBop Bop ブラズル・ダズル・デイ - Brazzle Dazzle Day それはむずかしい - It’s Not Easy                                |
| イッツ・ア・スモールワールド |                                                                                          | 小さな世界 - It’s a Small World バロック・ホウダウン - Baroque Hoedown エレクトリック・ファンファーレ - Electric Fanfare 光のファンファーレ - Fanfare of Lights |

## スタッフ
- プロデュース∶鈴木儀雄
- ディレクター：中野昭慶
- フロート制作：東宝美術
- 提供：日本ユニシス